# サタデイ・ナイト・スペシャル
「サタデイ・ナイト・スペシャル」（Saturday Night Special）は、アメリカ合衆国のロック・バンド、レーナード・スキナードの楽曲。メンバーのうちロニー・ヴァン・ザントとエド・キングが共作して、1974年8月にレコーディングされ、同年公開のアメリカ映画『ロンゲスト・ヤード』のサウンドトラックで使用された。1975年にはアルバム『ナッシン・ファンシー』に収録され、同年シングル・カットされてBillboard Hot 100で27位を記録した。
銃規制を支持した内容の歌詞で、拳銃を「殺人以外の役に立たない」と批判している。リードギターはエド・キング、ギター・ソロはゲイリー・ロッシントンが担当し、プロデューサーのアル・クーパーがモーグ・シンセサイザーを演奏した。

## 大衆文化への影響
「サタデイ・ナイト・スペシャル」は、前述した映画『ロンゲスト・ヤード』のオリジナル版だけでなく、2005年のリメイク版でも使用された。また、『ロード・トゥ・ヘル』（2002年公開）、『マシンガン・プリーチャー』（2011年公開）といった映画でも使用された。
コンピュータゲームの分野では、『グランド・セフト・オートIV・ザ・ロスト・アンド・ダムド』のサウンドトラックで使用された。また、音楽ゲーム『ロックバンド3』ではダウンロード曲に採用された。

## カヴァー
- アーマード・セイント - アルバム『レイジング・フィアー』（1987年）に収録[10]。
- テスラ - カヴァー・アルバム『Real to Reel 2』（2007年）に収録[11]。